# Schloss Wolfsbrunnen
Koordinaten: 51° 12′ 14″ N, 10° 6′ 25″ O

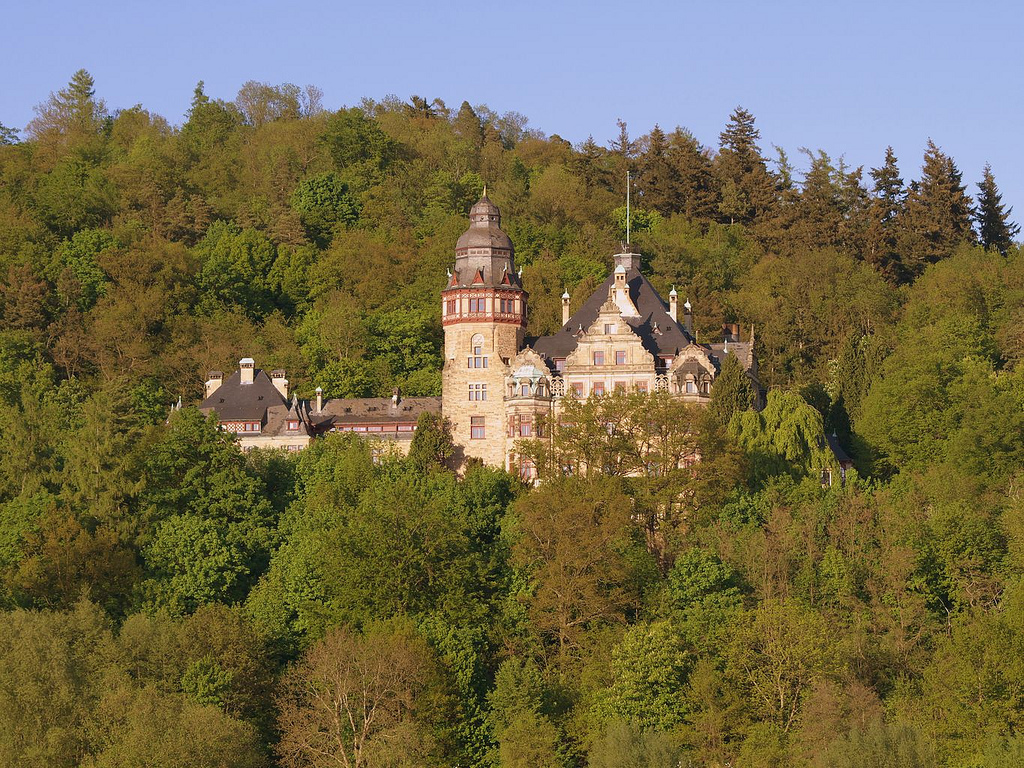
Schloss Wolfsbrunnen

Das Schloss Wolfsbrunnen ist ein neuzeitliches, ab 1904 im Stil der Neorenaissance errichtetes Schloss. Es liegt etwa 800 m nordnordöstlich des Ortsteils Schwebda auf dessen Gemarkung im Waldgebiet von Meinhard am Fuße des Dachsberges im Werra-Meißner-Kreis in Hessen. Es wird heute als Hotel genutzt.

## Geschichte

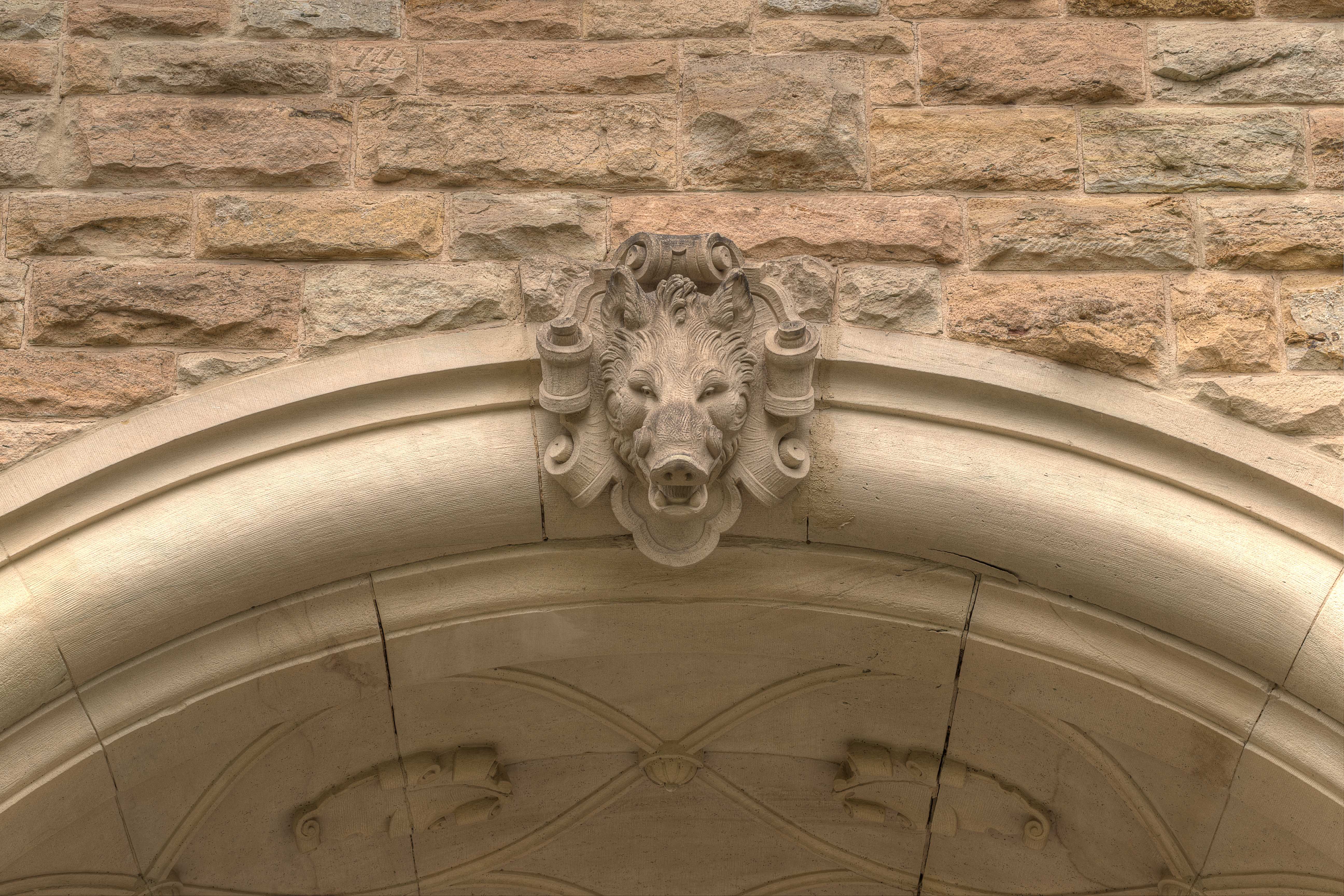
Eberkopf im inneren Torbogen des Torhauses im Nordwesten

Der königlich-preußische Kammerherr und Landrat des Kreises Eschwege, Alexander von Keudell (1861–1939), ließ das Schloss zwischen 1904 und 1907 errichten. Es war u. a. auch ein Geschenk des Kasseler Großindustriellen Oscar Henschel (1837–1894), dessen Tochter Louise er geheiratet hatte.
Der Grund, auf dem das Schloss errichtet wurde, war eine schon seit etwa 1780 von der Adelsfamilie von Keudell geschaffene Parkanlage um die dortige Wolfsbornquelle, die dem Schloss den Namen gab und die der Kasseler Architekt Anton Karst (Büro Karst & Fanghänel) im Schlosshof in umbauter Form als Brunnen bewahrte. Das Schloss wurde am 27. Juni 1907 von den Eheleuten Luise und Alexander von Keudell bezogen. Nach dem Tode ihres Mannes am 24. Juni 1939 lebte seine Witwe mit ihrer Familie weiterhin in einem Teil des Schlosses.
Während des Zweiten Weltkrieges wurde das Schloss von 1943 bis 1945 als Hilfslazarett für das Eschweger Hauptlazarett der Wehrmacht genutzt. Die amerikanische Besatzungsmacht hielt sich nur kurz bis Oktober 1945 im Schloss auf. Das Gerücht, dass die 3. US-Infanteriedivision, aus ihrem Wappen heraus auch die „Blauweißen“ genannt, bei der Architektur des Schlosses an die Grenze ihres Könnens gelangt sei, wird durch die Tatsache bestätigt, dass sie alle anderen von ihnen besetzten Häuser in und um Eschwege binnen kürzester Zeit mit diesen Farben verschandelt hatten, wobei die Decken blau, die Wände weiß und Treppenstufen, Geländer und Gartenzäune entsprechend abwechselnd eingefärbt wurden, das Schloss jedoch unberührt blieb.
Von Oktober 1945 bis 1947 diente das Schloss der United Nations Relief and Rehabilitation Administration (UNRRA) als Außenstelle des Eschweger Lagers für Displaced Persons, um als deutschlandweit eines von über zwei Dutzend Children’s Centers u. a. elternlose jüdische Kinder aufzunehmen.
Das Hilfswerk der Evangelischen Kirche von Kurhessen-Waldeck pachtete das Schloss von August 1947 bis September 1956, um die ihm übertragenen Aufgaben durchführen zu können, dabei wurden u. a. Russlandheimkehrer im Schloss betreut. Im August 1949 fand hier die Konferenz der Hauptgeschäftsführer der Diakonischen Werke der evangelischen Landeskirchen statt, auf der Patenschaften zur Unterstützung der Landeskirchen in der damaligen sowjetischen Besatzungszone (der späteren DDR) beschlossen wurden. Die ursprüngliche Regelung der Zusammenarbeit (z. B. wurde Berlin von Westfalen, Thüringen von Württemberg, Mecklenburg von Bayern unterstützt) blieb bis in die 1980er Jahre bestehen und es gab nur geringe Verschiebungen der Zuständigkeiten.
Von 1951 bis 1953 stand das Schloss als Erholungsheim für Bergwerkslehrlinge aus dem Ruhrgebiet zur Verfügung.
Der Bundesgrenzschutz pachtete das Schloss nach längerem Leerstand von 1958 bis 1961. Mit dadurch leichter verfügbaren öffentlichen Geldern wurde das Schloss renoviert und den Erfordernissen der Polizeitruppe angepasst.
Danach stand das Schloss wiederum längere Zeit leer, hatte allerdings 1965 bis 1966 die Arbeiter der Firma Preussag zu Gast, die im Kreis Eschwege Gasfernleitungen verlegten.
Am 1. April 1969 erwarb die Firma Soblick aus Hamburg das Schloss, um es als Hotel zu betreiben. Der Plan wurde nicht umgesetzt und die Firma verkaufte den Besitz im Jahre 1981 für drei Millionen DM an einen unbekannt gebliebenen Investor, der das Schloss 1982 an die Sannyasins des indischen Gurus Bhagwan als Ashram weitergab. Etwa 80 Erwachsene und 30 Kinder haben bis 1985 in der sogenannten „Rajneeshstadt“ gelebt und gearbeitet. Sie betrieben einen Verlag mit Druckerei, eine Schreinerei, eine Autowerkstatt und erhielten 1983 die kassenärztliche Zulassung für eine allgemeinmedizinische Arztpraxis. Hauptsächlich wurden Selbsterfahrungsgruppen mit teils auswärtigen Therapeuten durchgeführt. Ab 1984 gab es Differenzen mit einer Bürgerinitiative des Nachbarorts Grebendorf. 1985 verkaufte die Gemeinschaft die Immobilie an die Unternehmensgruppe Familienheim GmbH aus München. Wirtschaftliche Schwierigkeiten des neuen Eigentümers führten zur Weitergabe an die Firma Karl Heckel Immobilien GmbH in München. Diese führte eine Grundsanierung durch und teilte das Schloss in Hotelappartements auf. Die neuen Wohnungseigentümer investierten unter der Führung der Stadler GmbH ca. 12 Millionen DM in den weiteren Hotelausbau und kauften das Schloss dann für 2 Millionen DM. Ende 1989 eröffnete das Hotel Schloss Wolfsbrunnen. Auch dieser Versuch war nicht erfolgreich, und das Schloss erlebte in der Folge erneut mehrere Leerstände und neue Besitzer.

## Heutige Nutzung

Der heutige Spiegelsaal

2009 erfolgte ein weiterer Besitzerwechsel mit der Maßgabe, das inzwischen in desolatem Zustand befindliche Gebäude mit seinen 86 Zimmern zu sanieren und als Hotel wieder zu eröffnen. Die gesamte Dachkonstruktion und der Schlossturm wurden saniert und mit einer neuen Schiefereindeckung versehen. Danach erfolgte die Sanierung aller Fassaden und die Restaurierung der Außenterrasse und -treppen mit deren Balustraden im historischen Zustand. 2011 wurde mit der Instandsetzung im Inneren begonnen, und am 1. September 2011 wurde der erste Teilbereich des Hotels neu eröffnet. Parallel zum laufenden Hotelbetrieb erfolgte seit Oktober 2011 die schrittweise Sanierung und Modernisierung der gesamten Anlage, die im Jahre 2015 abgeschlossen wurde. Das Schlosshotel Wolfsbrunnen verfügt aktuell (Stand 2020) über 53 Gästezimmer, ein Restaurant und sechs Veranstaltungsräume bzw. Säle. Das Schloss verfügt über ein eigenes Standesamt der Gemeinde Meinhard.

## Beschreibung

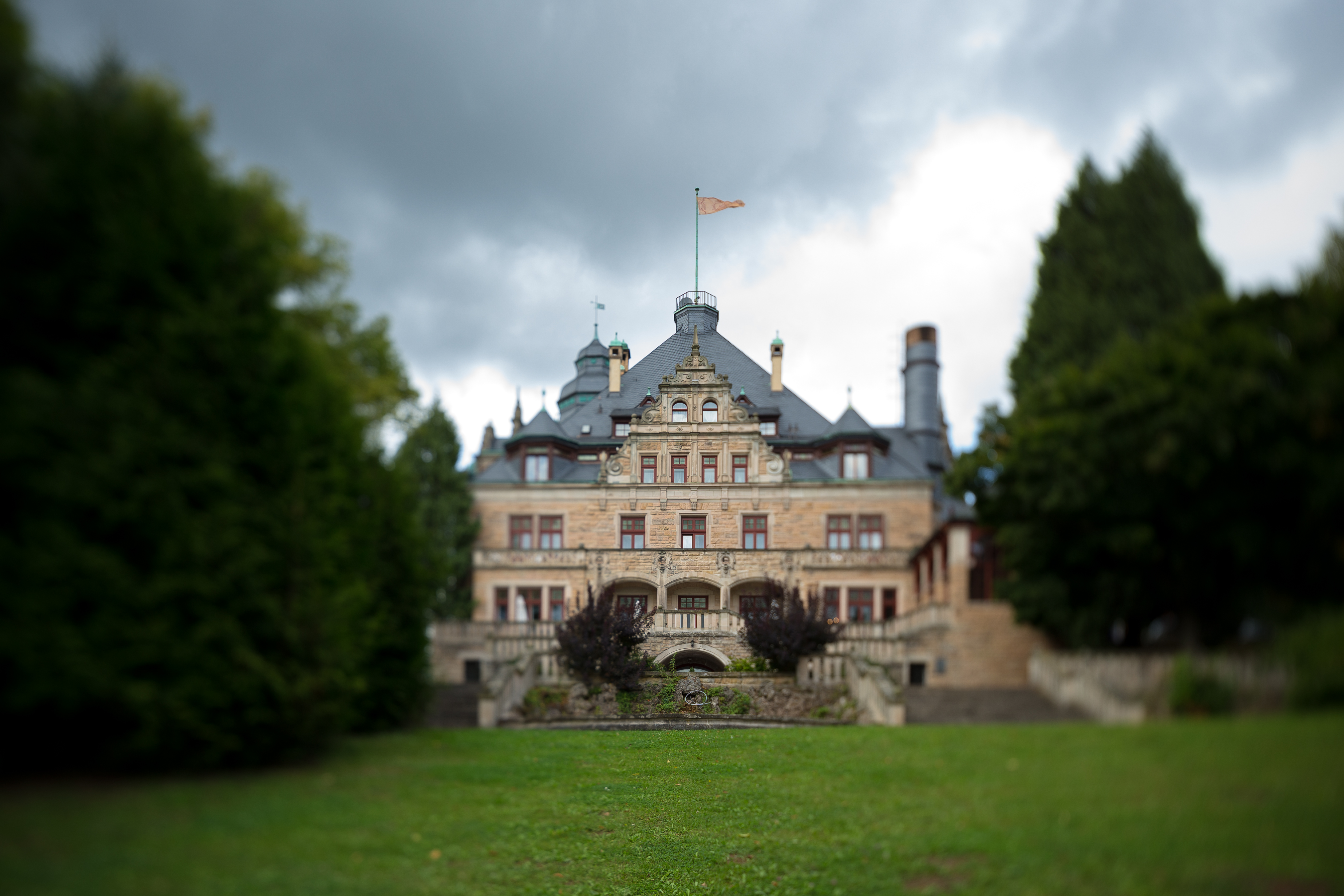
Südöstliche Fassade des Hauptschlosses mit doppelter Terrasse

Das Schloss stellt sich heute als kompakter, aber reich gegliederter Baukörper dar, der aus einem dreiflügeligen, U-förmigen Gebäudeteil mit Torhaus und Ehrenhof besteht, dem sich ein seitlich vorgesetzter, fünfstöckiger Schlossturm mit Fachwerkobergeschoss und barocker gestufter Haube anschließt, der wiederum an das kompakte, nahezu quadratische, dreistöckige Hauptschloss angrenzt. Der Hauptbau besitzt ein dreistöckig ausgebautes, mit gestuften Frontgiebeln mit Voluten auf jeder Seite versehenes, durch Ecktürme und kleinere Dachgauben gegliedertes Pyramidendach. Das Schloss ist an zwei Seiten von einer Schlossterrasse mit angedeuteten Bastionen umgeben. Eine Seite ist mit einer weiteren Terrasse erhöht, die über eine Treppe zur Hauptterrasse angeschlossen ist.